# Красний Клин (Великосолдатський район)
Красний Клин (рос. Красный Клин) — присілок в Великосолдатському районі Курської області Російської Федерації.
Населення становить 63 особи. Входить до складу муніципального утворення Великосолдатська сільрада.

## Історія
Населений пункт розташований на території українського етнічного та культурного краю Східна Слобожанщина.
Від 2004 року входить до складу муніципального утворення Великосолдатська сільрада.

## Населення
| 2002 | 2010 |
| ---- | ---- |
| 92   | ↘63  |